# Teatro delle Tuileries
Il Teatro delle Tuileries era un teatro situato all'interno del distrutto Palazzo delle Tuileries a Parigi. Era anche noto come Salle des Machines, per via delle elaborate macchine di scena, progettate dall'architetto teatrale italiano Gaspare Vigarani e dai suoi due figli, Carlo e Lodovico.
Costruito nel periodo 1659–1661, era stato realizzato per le spettacolari messe in scena del giovane Luigi XIV, ma nel 1763 il teatro venne ridimensionato e utilizzato per ospitare gli spettacoli dell'Opera di Parigi (fino al 1770), della Comédie-Française (dal 1770 al 1782) e del Théâtre de Monsieur (dal gennaio al dicembre 1789). Nel 1808 Napoleone fece costruire un nuovo teatro dagli architetti Charles Percier e Pierre-François-Léonard Fontaine. Il Palazzo delle Tuileries e il teatro vennero distrutti da un incendio il 24 maggio 1871, durante la Comune di Parigi.

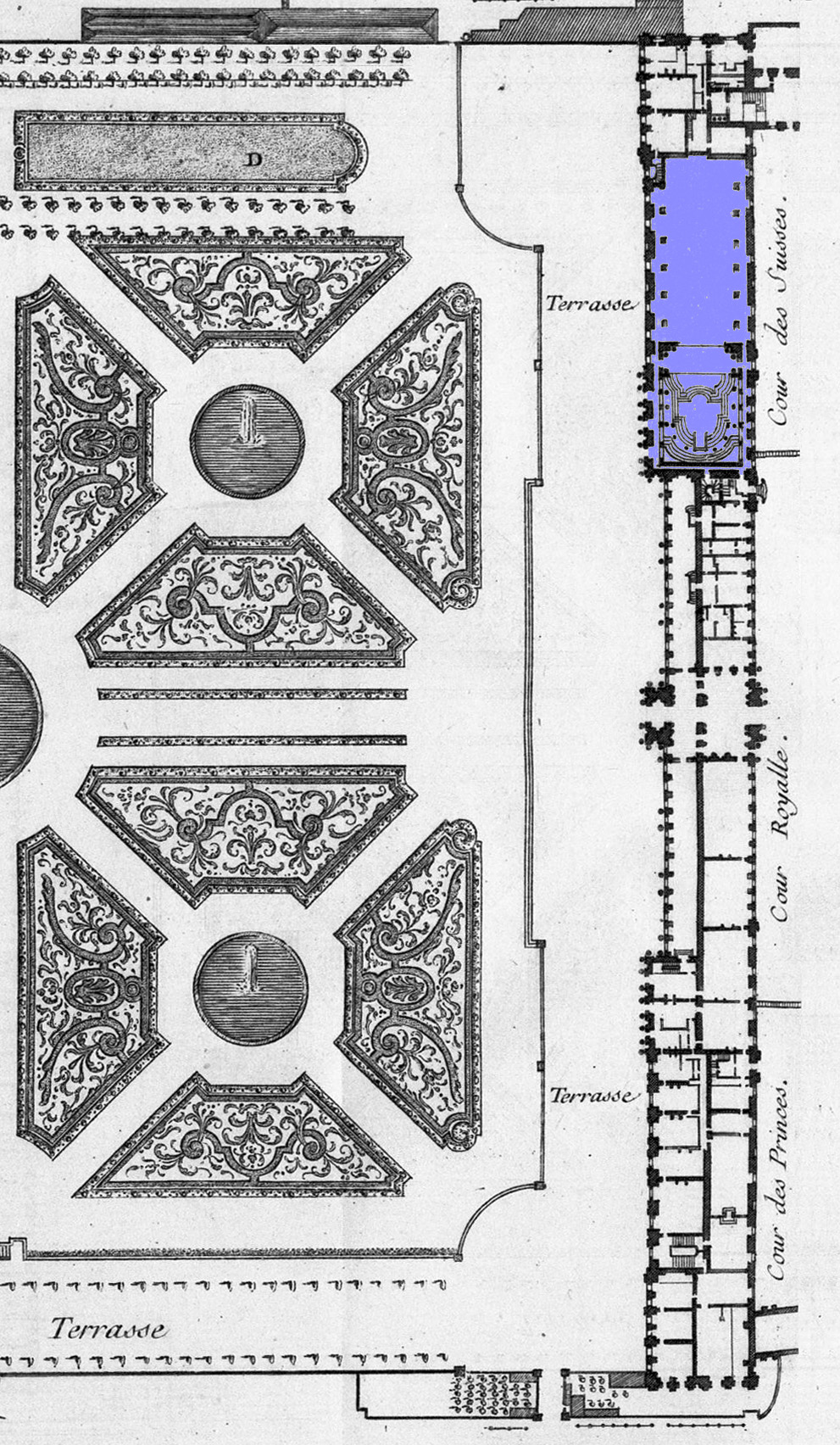
Pianta del Palazzo delle Tuileries con il teatro indicato in blu (1756)

## Salle des Machines
L'auditorium, progettato e decorato dagli architetti Charles Errard, Louis Le Vau e François d'Orbay, era ospitato in un padiglione situato all'estremità nord del palazzo, originariamente costruito dall'architetto Philibert Delorme per Caterina de' Medici. Si stima che la sua capienza andasse da 6.000 a 8.000 posti a sedere. L'insolitamente profondo palcoscenico era situato in una galleria tra l'auditorium e un nuovo padiglione più a nord, in seguito designato come Pavillon de Marsan.
La sala venne inaugurata il 7 febbraio 1662 con la prima de L'Ercole amante di Francesco Cavalli. Il costo del progetto, compresa la costruzione del teatro, ammontò a 120,000 livre e l'opera venne rappresentata solo otto volte. Il teatro non venne più usato fino al 1671, quando venne rappresentato Psyché, uno scenografico spettacolo con musiche e balletto. Questa produzione costò 130.000 livre e venne rappresentata solo due volte. (Psyché venne poi ridotta e rappresentata con successo nel più piccolo Théâtre du Palais-Royal nel luglio.) La Salle des Machines non venne più usata, per spettacoli musicali, per il resto del regno di Luigi XIV. Nel 1720, durante la Reggenza di XV, la sala venne ristrutturata con un costo di 150.000 livre e venne rappresentato il balletto Les folies de Cardenio con musiche di Michel-Richard Delalande. Il giovane Luigi XV vi fece la sua prima e ultima apparizione nel ruolo di danzatore. Dopo Cardenio non vi furono altre rappresentazioni, ad eccezione di qualche spettacolo di marionette negli anni 1730. In considerazione delle grandi spese investite nel teatro, è sorprendente che sia stato così poco utilizzato. Le cronache moderne citano l'acustica scadente, ma Coeyman suggerisce che il mancato utilizzo potrebbe essere stato il risultato delle sue grandi dimensioni". La sala poteva essere semplicemente "troppo difficile da colmare".

## Ultime modifiche
Il teatro subì poi tre trasformazioni sostanziali: la prima nel 1763, quando fu notevolmente ridotto in dimensioni per ospitare gli spettacoli dell'Opera di Parigi (con una capacità da 400 - 500 spettatori) dagli architetti Jacques-Germain Soufflot e  Jacques Gabriel; la seconda nel 1792, quando fu trasformato in sala per la Convenzione Nazionale; e la terza nel 1808, quando Napoleone fece realizzare un nuovo teatro costruito su progetto degli architetti Charles Percier e Pierre-François-Léonard Fontaine.

## Galleria d'immagini

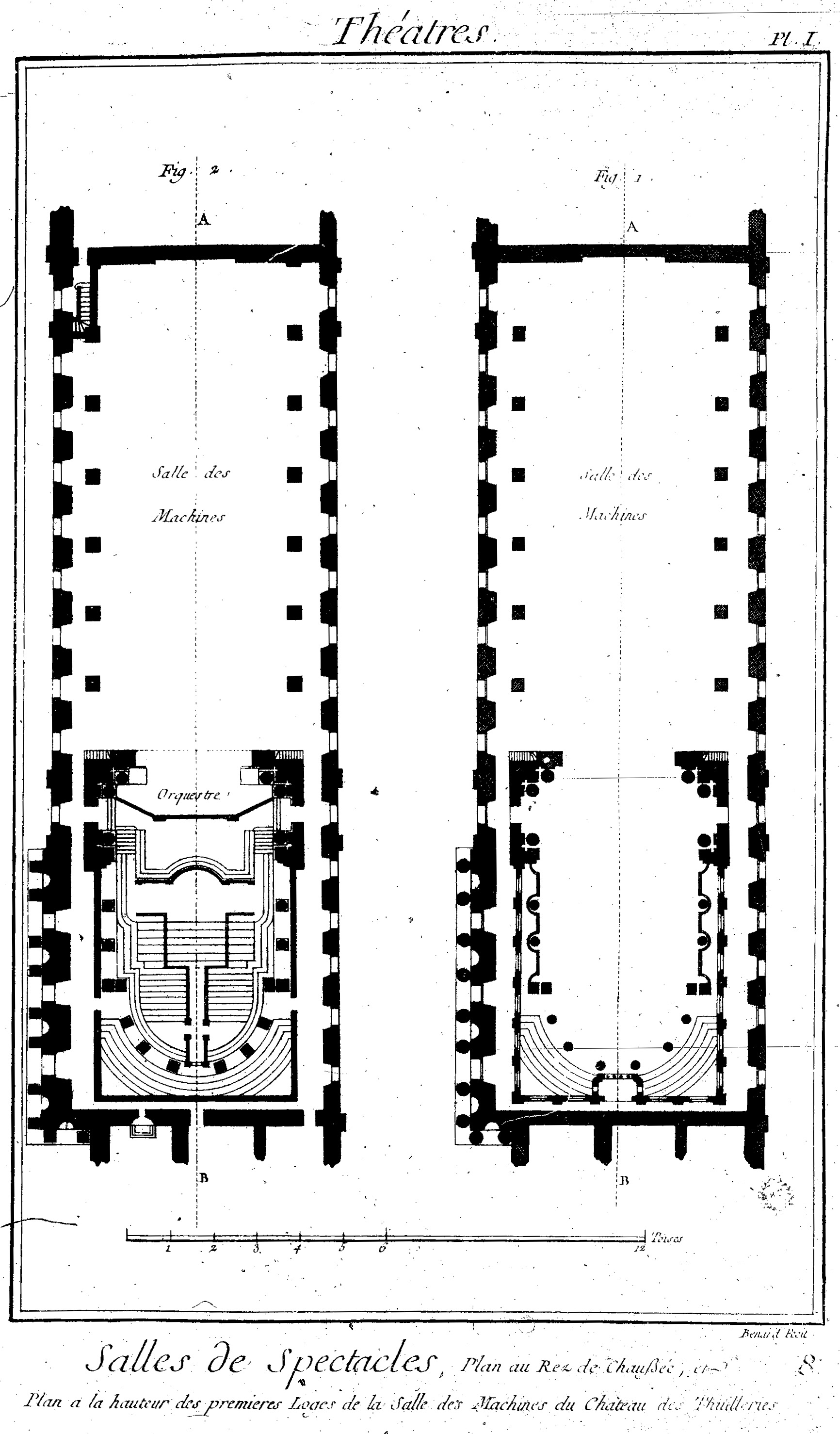
Pianta della Salle des Machines dall'Encyclopédie di Diderot (1772)
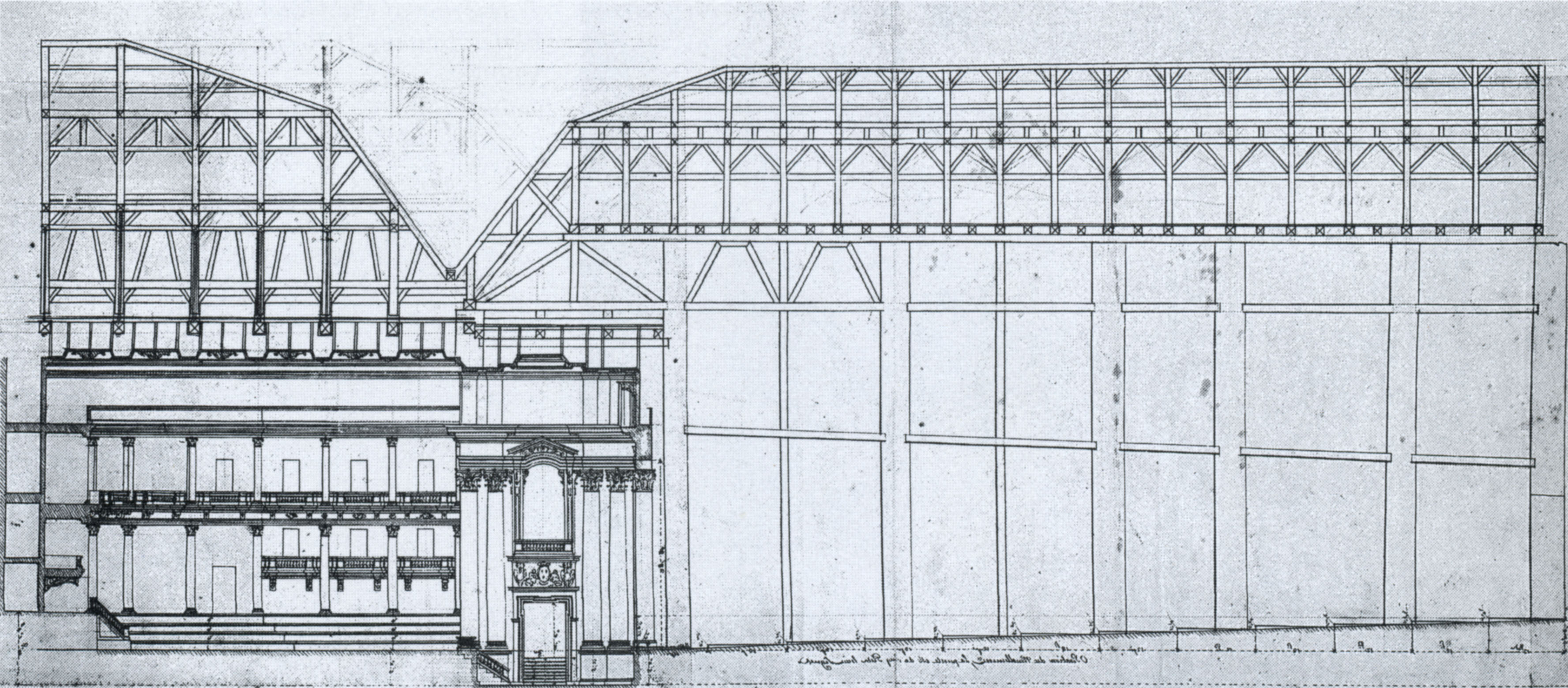
Sezione longitudinale della Salle des Machines
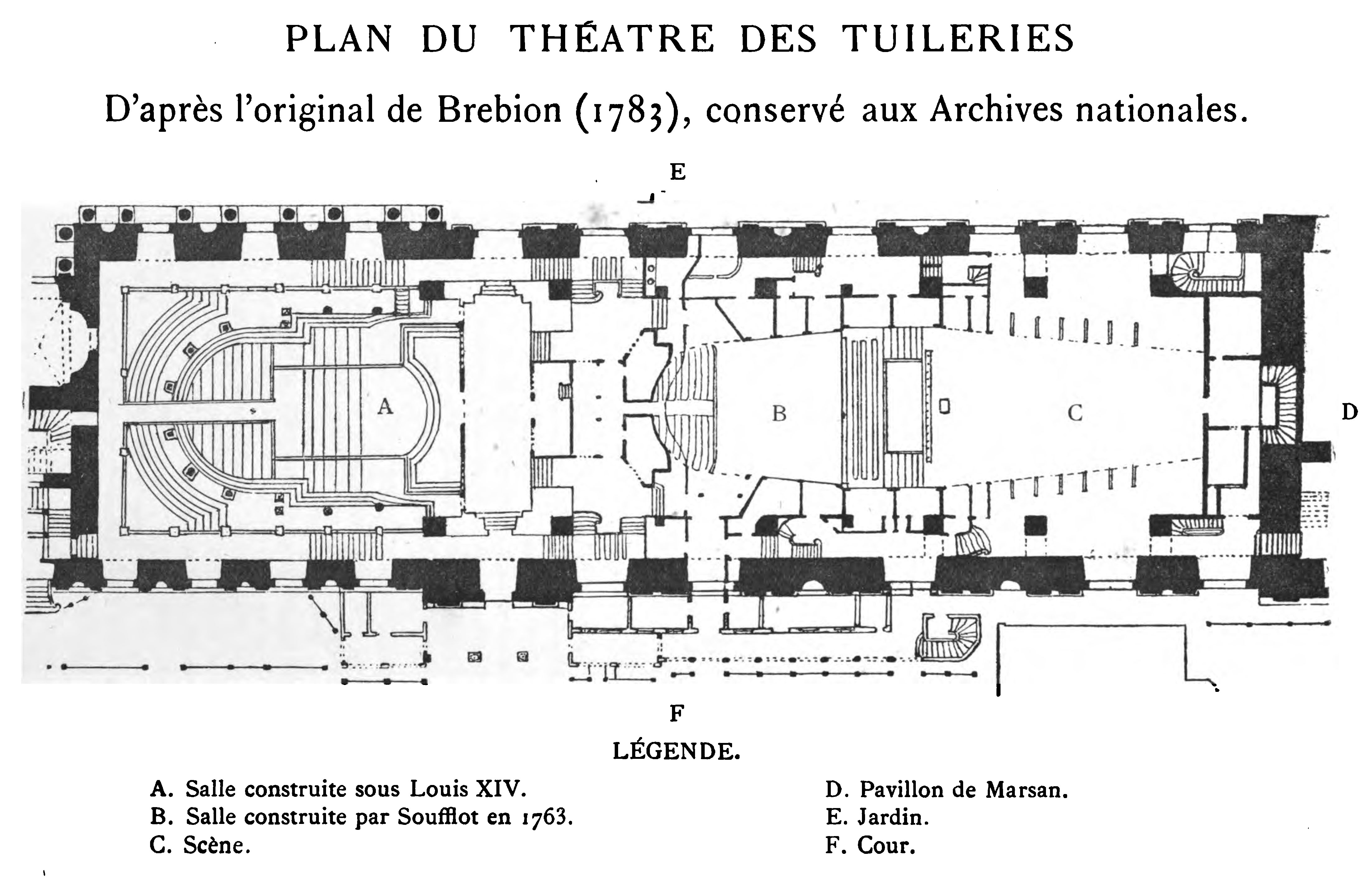
Modifiche appaortate da Soufflot e Gabriel nel 1763
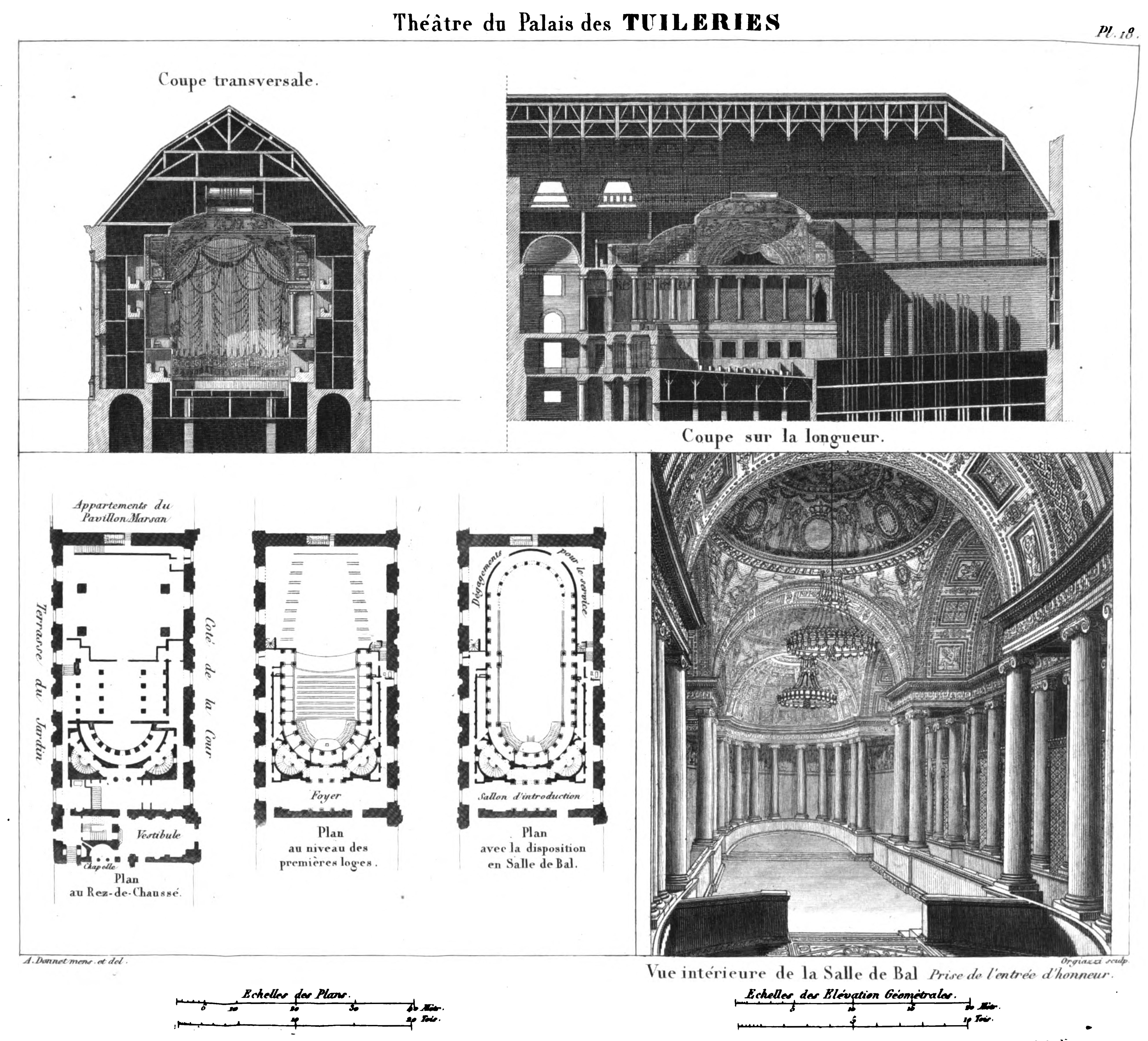
Teatro di Napoleone del 1808